# Serba
Serba è un comune di 701 abitanti della Turingia, in Germania.

Appartiene al circondario della Saale-Holzland (targa SHK).
È amministrato dal comune di Bad Klosterlausnitz.